# Galina Kreft
Galina Sergeevna Kreft, coniugata Alekseeva (in russo Галина Сергеевна Крефт-Алексеева?; Leningrado, 14 marzo 1950 – San Pietroburgo, 24 febbraio 2005), è stata una canoista sovietica, dal 1991 russa.

## Palmarès

### Olimpiadi
- 2 medaglie:
  - 1 oro (Montréal 1976 nel K2 500 metri)
  - 1 argento (Mosca 1980 nel K2 500 metri)

### Mondiali
- 7 medaglie:
  - 7 argenti (Città del Messico 1974 nel K4 500 metri; Belgrado 1975 nel K1 500 metri; Belgrado 1975 nel K2 500 metri; Belgrado 1975 nel K4 500 metri; Duisburg 1979 nel K1 500 metri; Duisburg 1979 nel K4 500 metri; Tampere 1983 nel K4 500 metri)